# The Tables Turned (film 1912)
The Tables Turned è un cortometraggio muto del 1912 diretto da Thomas H. Ince.

## Produzione
Il film fu prodotto dall'Independent Moving Pictures Co. of America (IMP).

## Distribuzione
Il film - un cortometraggio di 243,8 metri - uscì nelle sale statunitensi il 17 febbraio 1912, distribuito dalla Motion Picture Distributors and Sales Company. Nelle proiezioni, veniva programmato con il sistema dello split reel, accorpato in un'unica bobina con un altro cortometraggio prodotto dalla Vitagraph, il documentario Pushmobile Race in Savannah.